# If You Want Me to Stay
"If You Want Me to Stay" är en låt inspelad av den amerikanska funkgruppen Sly and the Family Stone, släppt 1973 som singel och som spår på gruppens sjätte album, Fresh. Låten blev gruppens sista Topp 20-hit på den amerikanska singellistan.
"If You Want Me to Stay" nådde tolfteplatsen på försäljningslistan för popsinglar och tredjeplatsen på listan över R&B-singlar. Sen dess att den först spelades in av gruppen har det gjorts många coverversioner av låten av alla sorters artister, från Red Hot Chili Peppers (på skivan Freaky Styley från 1985 som nummer 4), till Etta James, till Mercury Rev, till Victor Wooten, till Soulive.

## Instrumentation
- Sång, gitarr, keyboard av Sly Stone
- Bas av Rusty Allen
- Trummor av Andy Newmark
- Trumpet av Cynthia Robinson
- Saxofon av Jerry Martini och Pat Rizzo.